# Daniel Rae Costello
Daniel Rae (Danny) Costello (Suva, 17 juni 1961 - 22 juli 2019) was een Fijisch zanger, songwriter en gitarist. Hij was populair op de eilanden in de Pacifische Oceaan met zelfgeschreven nummers die beïnvloed zijn door Caraïbische muziek (aan de andere kant van het Amerikaanse continent). Hij bracht meer dan 35 albums uit.

## Biografie
Hij maakte het begin van zijn muziekcarrière op het Beachcomber Island Resort dat eigendom was van zijn vader. Hier ontwikkelde hij zijn stijl die beïnvloed werd door Caraïbische klanken en schreef hij ook de liedjes voor zijn eerste album. Zijn stemgeluid wordt ook wel vergeleken met die van Ali Campbell, die voorheen zanger was van UB40. Deze muziek maakte hem in de hele Pacifische regio populair, "van Papeete tot Port Moresby en van Hawaï tot Hawaïki." Sinds 1989 werd hij begeleid door de band The Cruzez. Gedurende zijn loopbaan bracht hij 37 albums uit.

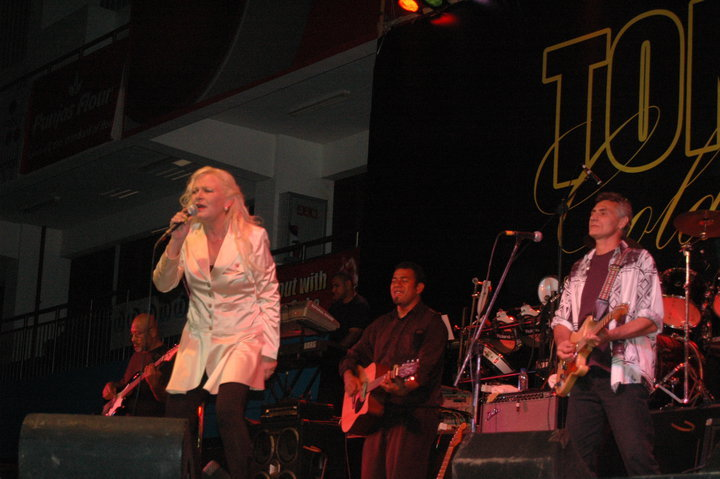
Costello (rechts) met op de voorgrond Toni Willé (ex-Pussycat)

In december 2007 nam hij het album Let the world sing op, waarop acht duetten staan met Toni Willé, de voormalige zangeres van Pussycat. Vier duetten komen van hem, twee van Pussycat en twee uit de solocarrière van Willé. Het album werd in juni 2008 uitgebracht. Twee jaar later, in juli 2010, begeleidden hij en zijn band Willé tijdens haar Golden Memories Tour op Fiji, waarin ze Pussycat-repertoire opvoerde.
In 2014 verkocht hij zijn huis in Fiji en emigreerde hij naar Samoa, het land waarmee hij vanuit grootmoeders zijde de meeste culturele binding heeft. Sindsdien trad hij weer solo op, zonder The Cruzez.
Costello was getrouwd en had vier dochters die verspreid over de wereld wonen. In 2014 woonde er een thuis, een in Dubai, een in Nepal en een in Hawaï.
In juli 2019 overleed hij op 58-jarige leeftijd.

## Discografie
Bij elkaar bracht hij (meer dan) 37 albums uit. Hieronder volgt een selectie.
- 1979 Tropical sunset
- 1980 Lania
- 1993 Jungle walk
- 2004 The beach party
- 2007 Moondance
- 2008 Let the world sing, met onder andere acht duetten met Toni Willé